# Jay Foreman
Jay Foreman, né le 4 octobre 1984 à Stanmore dans le Grand Londres, est un acteur, chanteur-compositeur et vidéaste web britannique.

## Informations personnelles

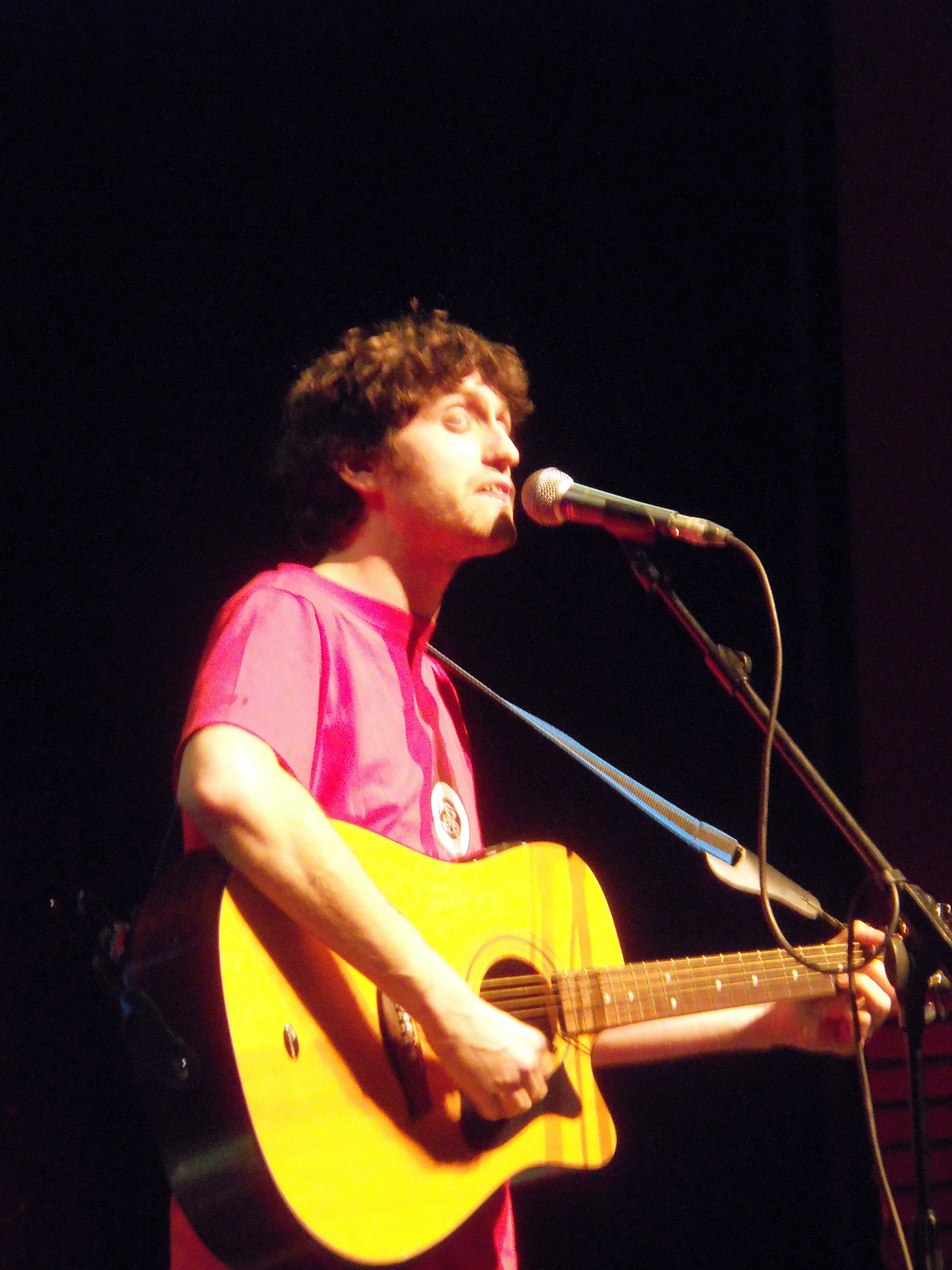
Jay Foreman en concert, en 2011.

Jay Foreman naît en 1984 à Stanmore, une localité du nord de Londres. Sa famille est de confession juive.
Il est le frère du beatboxeur et musicien Darren Foreman, plus connu sous son nom de scène Beardyman.

## Vidéaste web
Jay Foreman se lance sur YouTube en avril 2009. Il y poste des extraits de ses spectacles et des clips musicaux avant de se lancer dans vidéos de vulgarisation à caractère humoristique.
Sa série Unfinished London, commencée en 2009, s'intéresse à l'histoire de Londres, de son urbanisme et de ses infrastructures. Il y présente des projets d'infrastructures abandonnés et des lieux insolites dans le Grand Londres.
De 2015 à 2017, il réalise une série de vidéos courtes baptisée Politics Unbored, qui vulgarise la politique et le système britannique.
À partir de 2016, il anime également avec son ami Mark Cooper-Jones la série Map Men, qui s'intéresse à la cartographie sous un angle décalé en faisant découvrir des étrangetés géographiques.
En mars 2021, la chaîne YouTube de Jay Foreman totalise près de 900 000 abonnés et plus de 100 millions de vues.